# Basar
Basar é uma vila no distrito de Siang Ocidental, no estado indiano de Arunachal Pradexe.

## Geografia
Basar está localizada a 27° 59′ N, 94° 40′ L. Tem uma altitude média de 579 metros (1899 pés).

## Demografia
Segundo o censo de 2001, Basar tinha uma população de 3 834 habitantes. Os indivíduos do sexo masculino constituem 56% da população e os do sexo feminino 44%. Basar tem uma taxa de literacia de 72%, superior à média nacional de 59,5%; com 61% para o sexo masculino e 39% para o sexo feminino. 16% da população está abaixo dos 6 anos de idade.